# Josef Kollmer
Josef Kollmer, né le 26 février 1901 était un soldat SS au camp d'Auschwitz, et adjudant du commandant, SS-Obersturmbannführer.

## Biographie
Il est né à Händlern en Bavière, son père était agriculteur. Il devient membre de la SS le 1er janvier 1935 après avoir passé plusieurs années dans la police allemande. Il rejoint le parti nazi en mai 1937. En octobre 1941, il est recruté dans la Waffen-SS et affecté à Auschwitz. Il commande diverses compagnies de garde jusqu'en octobre 1943. Il est ensuite transféré temporairement au camp de concentration de Camp de concentration de Dora Mittelbau-Dora, mais il retourne à Auschwitz en mai 1944. Il a commandé la compagnie de garde au camp principal d'Auschwitz, puis plus tard le camp de concentration de Monowitz d'août à octobre 1944. Pendant son séjour à Auschwitz, Kollmer a participé à l'extermination de Juifs dans les chambres à gaz de Birkenau et a mené des exécutions aux blocs 10 et 11 et à l'usine de Monowitz-Buna.
Il a été jugé par le Tribunal national de Pologne lors du procès d'Auschwitz à Cracovie et a été condamné à mort. Sa sentence a été exécutée dans la prison de Montelupich à Cracovie.